# Haveltermade
De Haveltermade is een wijk in de Drentse stad Meppel. Het ligt ten noorden van de Meppeler Binnenstad en is grotendeels gebouwd tijdens de woningnood. De wijk is aan het begin van de 21ste eeuw volledig opgeknapt met renovaties, nieuwe huizen en flatgebouwen.

## Verkeer en vervoer
Door de Haveltermade rijdt streekbus 32. De streekbussen 28 en 679 hebben een halte ten zuiden van de wijk. Met deze bussen is het station van Meppel te bereiken. Langs de wijk loopt de spoorlijn Meppel - Leeuwarden en de A32. De A32 is te bereiken via de N375.